# Staffan Lindsten
Nils Staffan Lindsten, född 23 juli 1915 i Eksjö stadsförsamling i Jönköpings län, död 4 april 1990 i Örgryte församling i Göteborg, var en svensk lärare.
Staffan Lindsten var son till Carl Lindsten och farmacie kandidat Gina Sandberg. Efter studentexamen i Södertälje 1933 och akademiska studier blev han filosofie kandidat 1938, filosofie magister vid Göteborgs högskola 1940 och filosofie licentiat vid Stockholms högskola 1957. Han var adjunkt vid Högre allmänna läroverket i Majorna i Göteborg 1953–1963 och lektor vid Lundby samläroverk i Göteborg från 1963.
Han var från 1948 till sin död gift med Brita Edin (född 1918), dotter till professor Harald Edin och gymnastikdirektören Ulla Ribbing. De fick två döttrar: Gudrun Lindsten (född 1950) och Kajsa Öberg Lindsten (född 1953). Han är begravd i en släktgrav på Alvesta kyrkogård i Småland.